# Уотсон, Дэвид Мередит Сирс
Дэвид Мередит Сирс Уо́тсон (англ. David Meredith Seares Watson; 18 июня 1886, близ Солфорда, графство Ланкашир — 23 июля 1973, Лондон) — английский палеонтолог, именной профессор Университетского колледжа Лондона (1921—1951).
Член (1922) и вице-президент (1938—1939) Лондонского королевского общества. Иностранный член-корреспондент Академии наук СССР (1932) и Национальной академии наук США (1938), а также ВАСХНИЛ (1972).

## Биография
Очень рано окончил школу и в возрасте всего 16-ти лет поступил в Манчестерский университет, который окончил в 1907 году. В 1912 году переехал в Лондон и посвятил этому городу почти всю оставшуюся жизнь. В 1912 году устраивается на работу в Лондонский университет в качестве преподавателя и работал в данной должности 61 год фактически до своей смерти, при этом с 1921 по 1951 год Дэвид Уотсон занимал должность профессора зоологии и сравнительной анатомии этого же университета. В конце жизни, страдая деменцией, уехал из столицы и поселился в тихом городке на юге Англии.
Член-корреспондент Баварской академии наук (1937).
Иностранный почётный член Американской академии наук и искусств (1953).
Член многих других академий наук.

## Научные работы
Основные научные работы посвящены изучению древних рыб, земноводных и терапсидных пресмыкающихся.
- Ряд научных работ посвящены истории древних земноводных.
- Совместно с Р. Брумом показал, что терапсиды представляют собой предковую группу класса млекопитающих.
- Совместно с Э. Гудричем и У. Грегори установил, что предками тетрапод являются кистопёрые рыбы из группы рипидистий.